# NANAMI (1994年生のモデル)
NANAMI（ななみ、1994年（平成6年）10月17日 - ）は、日本のタレント、ファッションモデル、アイデザイナー。東京都清瀬市出身。アソビシステム所属。
なお、同じくモデルで活動しているNanami（1986年生まれ）は同名の別人。

## 略歴
- 地元の東京都立久留米西高校を卒業。
- 2013年に日本美容専門学校に入学し2年後に卒業。
- その後都内の美容サロンで働く。
- 現在は所属事務所の経営する「L by HOME」というサロンでアイデザイナーとして働いている。

## 人物
- 実姉は元女優の堀北真希[1]。堀北の夫で俳優の山本耕史は義兄にあたる。
- 夫はロックバンド・SPiCYSOLのギター、コーラス担当のAKUN（Question?の伊郷アクン）。2022年12月12日にInstagramで結婚を報告した[2]。
- 趣味は食べ歩きで特技はメイク、トレーニング。

## エピソード
- 姉の堀北真希については、「お母さんのような感じ」と答えている[3]。

## 出演

### ラジオ
- アソビラヂヲ 古関・ツヨシの夜な夜なアソビ（InterFM897）

### CM
- メルペイ - TVCM「したい、をオトクにかなえよう。」篇（2020年）
- 資生堂 マキアージュ「ルージュ ミニ」WEBビジュアルモデル（2019年）
- 富士フイルム インスタントカメラ・チェキ instax mini LiPlay - WEB CM

### MV
- Kan Sano「My girl」

### コラボ
- instax“チェキ” × NANAMI × ar

### イメージモデル
- Putia - イメージモデル（2020年2月13日）

### WEB
- 【ASBS】興味とチャレンジが、未来の自分を創る─『お仕事』NANAMI インタビュー

### ファッションショー
- 東京ガールズコレクション
  - TGC SHIZUOKA 2019 for SDGs by TOKYO GIRLS COLLECTION（2019年1月12日、ツインメッセ静岡）
  - マイナビ presents 第28回 東京ガールズコレクション 2019 SPRING/SUMMER（2019年3月30日、横浜アリーナ） - メインモデル
- GirlsAward
  - Rakuten GirlsAward 2019 SPRING/SUMMER（2019年5月18日） - メインモデル
  - Rakuten GirlsAward 2019 AUTUMN/WINTER（2019年9月28日）
- OKINAWA COLLECTION（沖縄コレクション） 2023（2023年9月24日、波の上うみそら公園）[4]

### その他モデル活動
- HARE×高橋優也 ヴィジュアルBOOK - メインモデル

## 書籍

### 写真集
- blow（2020年10月14日）